# リチャード・ミドルトン・ハーンドン

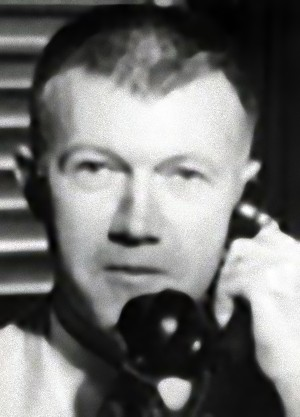
リチャード・ミドルトン・ハーンドン

リチャード・ミドルトン・ハーンドン（Richard Middleton Herndon, 1919年10月21日 - 2014年2月2日）は、アメリカ合衆国の外交官。

## 生涯
1919年にペンシルバニア州フィラデルフィアで誕生。父親はジョン・グッドウィン・ハーンドン (John Goodwin Herndon)、母親はグレイス・コーデリア・ミドルトン (Grace Cordelia Middleton)。
ロウアーメリオン高校を卒業。1941年にワシントン・アンド・リー大学で学士号を取得。
1941年12月11日、国務省に事務官として俸給年額2000ドルで入省。1942年6月10日に退職し、アメリカ陸軍に入隊。1942年から1946年まで陸軍に所属し、中尉として海外派兵。
1946年1月17日に再び国務省入りし、副領事付外交官補としてカナダのモントリオールに配属。1946年2月27日に副領事付外交官。1946年3月8日に副領事。1947年6月3日より国務省本省勤務。
1947年6月よりイェール大学に日本語および地域研究の教師として派遣、1947年9月よりハーバード大学に派遣。1948年7月28日より在東京大使館で語学官。1950年2月4日より在東京大使館で二等書記官兼副領事。
1956年から1960年まで在福岡領事館で首席領事。